# とちぎの百様

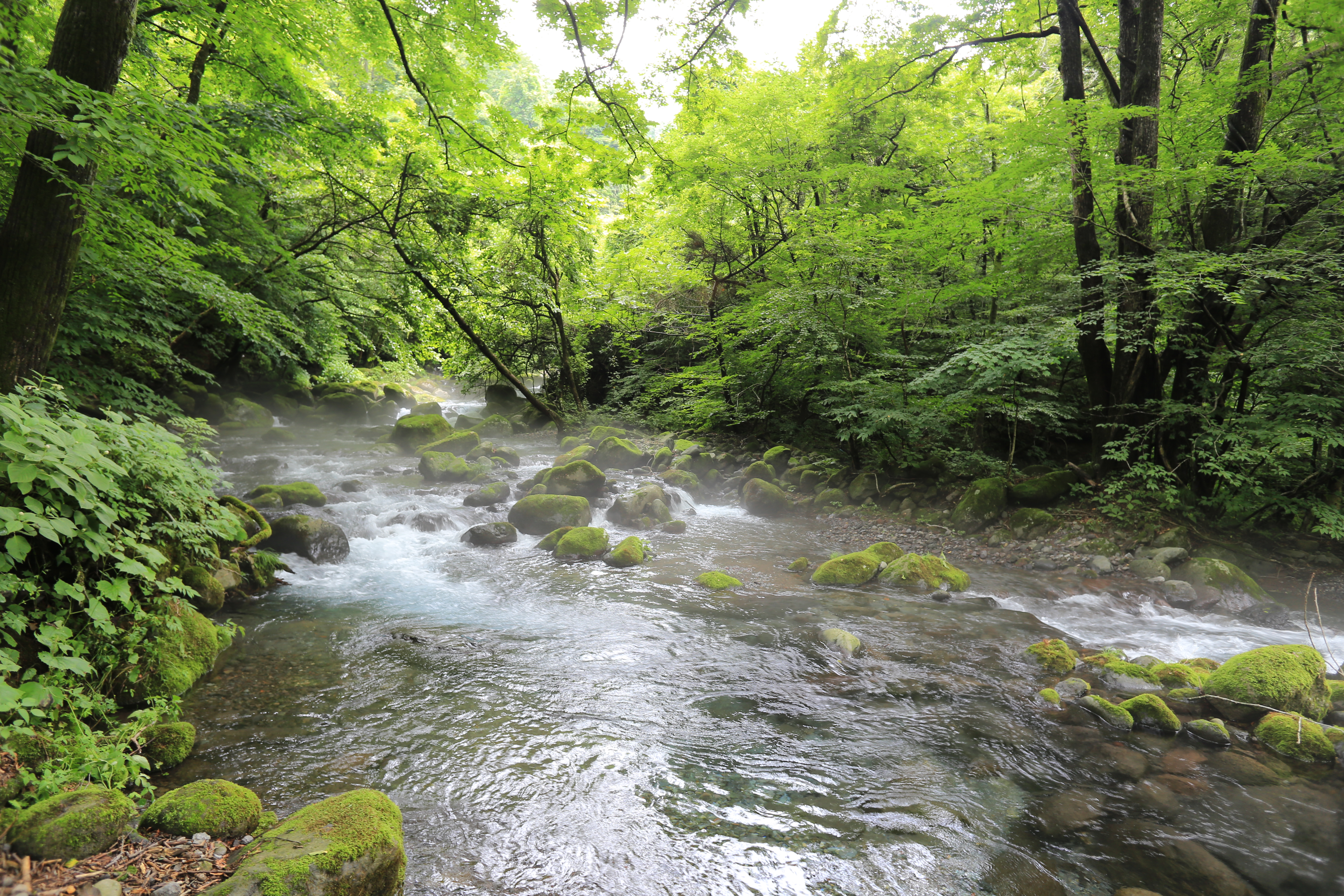
とちぎの百様の1つ
47.尚仁沢湧水

とちぎの百様（とちぎのひゃくさま）は、栃木県が選定した、100の地域資源。県民が自慢できる文化財や特産品を選定したものである。

## 経緯
栃木県は、郷土愛の醸成や地域ブランドの周知を目的に、「とちぎの百様」を選定することにし、2014年に11人から成る「ふるさと栃木の魅力醸成会議」の場で195件を候補として挙げた。これをもとに、栃木県内外から14,392票の一般投票の結果を踏まえ、県が100件に絞り込み、2015年に発表した。同年6月15日、栃木県民の日の記念イベントの一環として、百様の認定授与式を県庁で開催した。
とちぎの百様という名前は、栃木県民が人以外のものに対して、敬意や親しみを込めて呼ぶ際に「様」を付けて擬人化することがあることにちなむ。公式ロゴマークは、百様という呼称が「王様」を連想させることから王冠を採用し、冠のてっぺんに県の木であるトチノキの葉をあしらっている。

## 活用

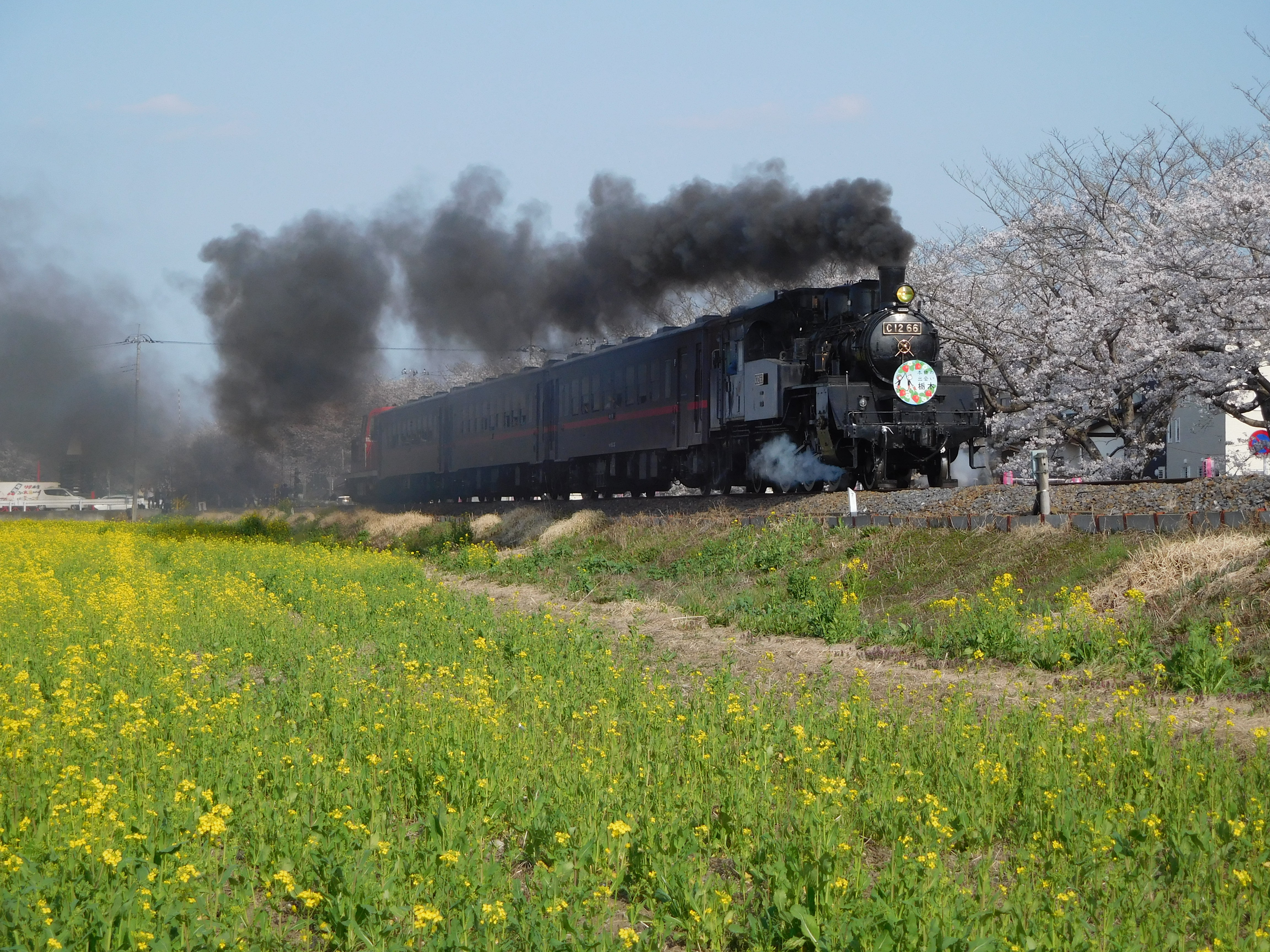
92.真岡鐡道

県は専用のウェブサイトを構築し、ガイドブックを発行することで情報を発信している。2017年にはフォトコンテストを実施し、とちぎの鮎、みかも山公園、真岡鐵道をテーマにした作品を最優秀賞に選出し、副賞として、とちぎ和牛すき焼き用を贈った。
2020年には、県と第一生命保険がサラリーマン川柳の地方版として「“とちぎの百様”川柳」を募集した。応募総数は1,872句で、うち202句は「とちぎのいちご」をテーマとした作品であった。大賞には、日光東照宮の三猿にかけた作品が選ばれた。
民間では、ツインリンクもてぎが、百様に選ばれた食材を使ったスプーン1杯分の料理を販売する「ワンスプーンパーティー」という催しを開いたり、とちぎテレビ・CRT栃木放送が百様を題材にした番組を放送したりしている。
学校教育では、栃木県の小学5年生と中学2年生を対象とする「ふるさと学習」の中で、教材の1つとして百様を扱う。県は百様を題材とした小中学生向けのコンクール「とちぎの百様ジュニアコンクール」を開催しており、俳句・川柳、作文、絵画の3部門で募集する。2016年度は1,118点、2021年度は1,826点の応募があった。

## 一覧
公式ウェブサイトやガイドブックでは、百様に選ばれた地域資源を「○○ 様」と「様」を付けて紹介し、擬人化したキャラクターも掲載する。また、百様それぞれに「感動ポイント」と称する短文の解説を付す。例えば、「日光天然氷のかき氷」の感動ポイントは、「頭がキーンとしないふわふわ食感」である。
| 番号 | 百様                                                                                       | 部門                   | 市町                             |
| ---- | ------------------------------------------------------------------------------------------ | ---------------------- | -------------------------------- |
| 1    | 日光東照宮                                                                                 | 歴史・文化・人物       | 日光市                           |
| 2    | 日光二荒山神社                                                                             | 歴史・文化・人物       | 日光市                           |
| 3    | 日光山輪王寺                                                                               | 歴史・文化・人物       | 日光市                           |
| 4    | 宇都宮二荒山神社                                                                           | 歴史・文化・人物       | 宇都宮市                         |
| 5    | 足利織姫神社                                                                               | 歴史・文化・人物       | 足利市                           |
| 6    | 鑁阿寺                                                                                     | 歴史・文化・人物       | 足利市                           |
| 7    | 佐野厄よけ大師（惣宗寺）                                                                   | 歴史・文化・人物       | 佐野市                           |
| 8    | 雲巌寺                                                                                     | 歴史・文化・人物       | 大田原市                         |
| 9    | 延生地蔵尊（城興寺）                                                                       | 歴史・文化・人物       | 芳賀郡芳賀町                     |
| 10   | 史跡足利学校                                                                               | 歴史・文化・人物       | 足利市                           |
| 11   | 蔵の街栃木                                                                                 | 歴史・文化・人物       | 栃木市                           |
| 12   | 相田みつを                                                                                 | 歴史・文化・人物       | ―                                |
| 13   | 田中正造                                                                                   | 歴史・文化・人物       | ―                                |
| 14   | 那須与一                                                                                   | 歴史・文化・人物       | ―                                |
| 15   | 那須烏山の山あげ祭                                                                         | 歴史・文化・人物       | 那須烏山市                       |
| 16   | 鹿沼彫刻屋台まつり                                                                         | 歴史・文化・人物       | 鹿沼市                           |
| 17   | ふるさと宮まつり                                                                           | 歴史・文化・人物       | 宇都宮市                         |
| 18   | 間々田のジャガマイタ                                                                       | 歴史・文化・人物       | 小山市                           |
| 19   | 大谷石                                                                                     | 歴史・文化・人物       | 宇都宮市                         |
| 20   | 本場結城紬                                                                                 | 歴史・文化・人物       | 小山市                           |
| 21   | 竹工芸                                                                                     | 歴史・文化・人物       | 大田原市                         |
| 22   | 益子焼                                                                                     | 歴史・文化・人物       | 芳賀郡益子町                     |
| 23   | 真岡木綿                                                                                   | 歴史・文化・人物       | 真岡市                           |
| 24   | 烏山和紙                                                                                   | 歴史・文化・人物       | 那須烏山市                       |
| 25   | 日光彫                                                                                     | 歴史・文化・人物       | 日光市                           |
| 26   | 小砂焼                                                                                     | 歴史・文化・人物       | 那須郡那珂川町                   |
| 27   | 野木町煉瓦窯                                                                               | 歴史・文化・人物       | 下都賀郡野木町                   |
| 28   | 下野薬師寺跡                                                                               | 歴史・文化・人物       | 下野市                           |
| 29   | 足尾銅山                                                                                   | 歴史・文化・人物       | 日光市                           |
| 30   | 殺生石                                                                                     | 歴史・文化・人物       | 那須郡那須町                     |
| 31   | 栃木弁                                                                                     | 歴史・文化・人物       | 全域                             |
| 32   | 奥日光の湿原（戦場ヶ原、小田代ヶ原、湯川）                                                 | 自然                   | 日光市                           |
| 33   | 渡良瀬遊水地                                                                               | 自然                   | 栃木市、小山市、野木町           |
| 34   | 日光の絶景（華厳の滝、いろは坂、中禅寺湖、竜頭の滝）                                       | 自然                   | 日光市                           |
| 35   | 鬼怒川沿いの渓谷美（龍王峡、川俣瀬戸合峡）                                                 | 自然                   | 日光市                           |
| 36   | 日光杉並木街道                                                                             | 自然                   | 日光市                           |
| 37   | 鬼怒川・川治温泉                                                                           | 自然                   | 日光市                           |
| 38   | 喜連川温泉と桜並木                                                                         | 自然                   | さくら市                         |
| 39   | とちぎの温泉（那須温泉郷、塩原、日光湯元、湯西川、奥鬼怒温泉郷、川俣、馬頭、板室）         | 自然                   | 全域                             |
| 40   | 霧降高原                                                                                   | 自然                   | 日光市                           |
| 41   | 那須高原                                                                                   | 自然                   | 那須郡那須町                     |
| 42   | 八方ヶ原                                                                                   | 自然                   | 矢板市、那須塩原市、塩谷町       |
| 43   | 男体山                                                                                     | 自然                   | 日光市                           |
| 44   | 茶臼岳（那須岳）                                                                           | 自然                   | 那須郡那須町                     |
| 45   | 太平山                                                                                     | 自然                   | 栃木市                           |
| 46   | 日光白根山                                                                                 | 自然                   | 日光市                           |
| 47   | 尚仁沢湧水                                                                                 | 自然                   | 塩谷郡塩谷町                     |
| 48   | 龍門の滝                                                                                   | 自然                   | 那須烏山市                       |
| 49   | 那珂川                                                                                     | 自然                   | 全域                             |
| 50   | 鬼怒川                                                                                     | 自然                   | 全域                             |
| 51   | 渡良瀬川                                                                                   | 自然                   | 日光市、足利市、佐野市、栃木市   |
| 52   | 思川桜                                                                                     | 自然                   | 小山市                           |
| 53   | 野木のひまわり                                                                             | 自然                   | 下都賀郡野木町                   |
| 54   | 鹿沼のさつき                                                                               | 自然                   | 鹿沼市                           |
| 55   | 雷様                                                                                       | 自然                   | 全域                             |
| 56   | 県獣カモシカ、県鳥オオルリ、県木トチノキ、県花やしおつつじ                                 | 自然                   | 全域                             |
| 57   | とちぎのいちご                                                                             | グルメ                 | 全域                             |
| 58   | とちぎの梨                                                                                 | グルメ                 | 全域                             |
| 59   | とちぎのにら                                                                               | グルメ                 | 全域                             |
| 60   | とちぎのお米                                                                               | グルメ                 | 全域                             |
| 61   | とちぎのそば                                                                               | グルメ                 | 全域                             |
| 62   | とちぎの鮎                                                                                 | グルメ                 | 全域                             |
| 63   | とちぎの牛乳                                                                               | グルメ                 | 全域                             |
| 64   | とちぎの地酒                                                                               | グルメ                 | 全域                             |
| 65   | とちぎ和牛                                                                                 | グルメ                 | 全域                             |
| 66   | とちぎのユニーク食材（チタケ、サガンボ・モロ）                                             | グルメ                 | 全域                             |
| 67   | ビール麦・ハトムギ                                                                         | グルメ                 | 全域                             |
| 68   | かんぴょう                                                                                 | グルメ                 | 下野市、壬生町、上三川町、小山市 |
| 69   | 宇都宮餃子                                                                                 | グルメ                 | 宇都宮市                         |
| 70   | 宇都宮のカクテル                                                                           | グルメ                 | 宇都宮市                         |
| 71   | じゃがいも入り焼きそば・ポテト入り焼きそば                                                 | グルメ                 | 栃木市、足利市                   |
| 72   | 佐野らーめん                                                                               | グルメ                 | 佐野市                           |
| 73   | いもフライ                                                                                 | グルメ                 | 佐野市                           |
| 74   | 日光天然氷のかき氷                                                                         | グルメ                 | 日光市                           |
| 75   | 日光湯波（ゆば）                                                                           | グルメ                 | 日光市                           |
| 76   | レモン牛乳                                                                                 | グルメ                 | 全域                             |
| 77   | 温泉トラフグ                                                                               | グルメ                 | 那須郡那珂川町                   |
| 78   | しもつかれ                                                                                 | グルメ                 | 全域                             |
| 79   | 井頭公園・一万人プール                                                                     | 観光・レジャー・その他 | 真岡市                           |
| 80   | とちぎわんぱく公園・おもちゃ博物館                                                         | 観光・レジャー・その他 | 下都賀郡壬生町                   |
| 81   | みかも山公園                                                                               | 観光・レジャー・その他 | 栃木市、佐野市                   |
| 82   | 市貝町芝ざくら公園                                                                         | 観光・レジャー・その他 | 芳賀郡市貝町                     |
| 83   | なかがわ水遊園                                                                             | 観光・レジャー・その他 | 大田原市                         |
| 84   | ろまんちっく村                                                                             | 観光・レジャー・その他 | 宇都宮市                         |
| 85   | 高根沢町元気あっぷむら                                                                     | 観光・レジャー・その他 | 塩谷郡高根沢町                   |
| 86   | あしかがフラワーパーク                                                                     | 観光・レジャー・その他 | 足利市                           |
| 87   | ツインリンクもてぎ                                                                         | 観光・レジャー・その他 | 芳賀郡茂木町                     |
| 88   | 栗田美術館                                                                                 | 観光・レジャー・その他 | 足利市                           |
| 89   | 宇都宮のジャズ                                                                             | 観光・レジャー・その他 | 宇都宮市                         |
| 90   | 那須疏水                                                                                   | 観光・レジャー・その他 | 那須塩原市、大田原市             |
| 91   | 外国大使館別荘群（日光中禅寺湖畔）                                                         | 観光・レジャー・その他 | 日光市                           |
| 92   | 真岡鐵道                                                                                   | 観光・レジャー・その他 | 真岡市、益子町、市貝町、茂木町   |
| 93   | わたらせ渓谷鐵道                                                                           | 観光・レジャー・その他 | 日光市                           |
| 94   | 東武鉄道                                                                                   | 観光・レジャー・その他 | 全域                             |
| 95   | とちぎのプロスポーツ（SC、ブレックス、アイスバックス、ブリッツェン、ブラーゼン、ルボーセ） | 観光・レジャー・その他 | 全域                             |
| 96   | とちキャラーズ（とちまるくん、さのまる他）                                                 | 観光・レジャー・その他 | 全域                             |
| 97   | とちぎのスキー場                                                                           | 観光・レジャー・その他 | 全域                             |
| 98   | とちぎのゴルフ場                                                                           | 観光・レジャー・その他 | 全域                             |
| 99   | とちぎの道の駅                                                                             | 観光・レジャー・その他 | 全域                             |
| 100  | 栃木県民                                                                                   | 観光・レジャー・その他 | 全域                             |